# San Miguel Chicahua
San Miguel Chicahua là một đô thị thuộc bang Oaxaca, México. Năm 2005, dân số của đô thị này là 2035 người.